# Cormette
Cormette (soms ook:Cormettes) is een dorp in de Franse gemeente Zudausques in het departement Pas-de-Calais. Cormette ligt in het noorden van de gemeente, anderhalve kilometer ten noordoosten van het dorpscentrum van Zudausques.

## Geschiedenis
Een oude vermelding van de plaats dateert uit de 12de eeuw als Curmetes. De kerk was een hulpkerk van Zudausques.
Op het eind van het ancien régime werd Cormette een gemeente. In 1822 werd de gemeente (111 inwoners in 1821) al opgeheven en aangehecht bij de gemeente Zudausques.

## Bezienswaardigheden
- De Église Saint-Folquin. Twee 16de-eeuwse beeldjes en een 15de-eeuwse armreliekhouder van Sint-Lambertus werden in 1911 geklasseerd als monument historique.